# Zeitschrift für das Recht der Abfallwirtschaft
Die Zeitschrift für das Recht der Abfallwirtschaft (AbfallR) ist eine juristische Fachzeitschrift, die seit 2002 im Lexxion Verlag in Berlin erscheint. Sie bietet den Praktikern der Entsorgungswirtschaft, den Kommunen, den mit Abfallrecht beschäftigten Anwälten sowie den Hochschulen ein Forum für rechtliche Probleme in der Abfallwirtschaft.

## Themenbereiche
- Abfallbehandlung, Abfallrahmenrichtlinie
- Abfallverbringung, Abfallvermeidung
- Entsorgungspflicht
- Gefährliche Abfälle
- Recycling, Recyclingquote
- Verpackungsverordnung (VerpackVO)